# Euripus biseriata
Euripus biseriata är en fjärilsart som beskrevs av Hans Fruhstorfer 1914. Euripus biseriata ingår i släktet Euripus och familjen praktfjärilar. Inga underarter finns listade i Catalogue of Life.